# Quyền LGBT ở Sint Maarten
Quyền đồng tính nữ, đồng tính nam, song tính và chuyển giới ở Sint Maarten là quốc gia cấu thành của Vương quốc Hà Lan có thể phải đối mặt với những thách thức pháp lý mà những người không phải LGBT không gặp phải. Cả hai hoạt động tình dục đồng giới nam và nữ đều hợp pháp trong Sint Maarten, nhưng các cặp đồng giới có quốc tịch Hà Lan phải đến Hà Lan để kết hôn và bảo vệ hôn nhân hợp pháp không phải là vô điều kiện.

## Bảng tóm tắt
| Hoạt động tình dục đồng giới hợp pháp                               | Yes                                                             |
| Độ tuổi đồng ý                                                      | Yes                                                             |
| Luật chống phân biệt đối xử trong việc làm                          | No                                                              |
| Luật chống phân biệt đối xử trong việc cung cấp hàng hóa và dịch vụ | No                                                              |
| Luật chống phân biệt đối xử trong tất cả các lĩnh vực khác          | No                                                              |
| Hôn nhân đồng giới                                                  | / (Đề xuất) / Marriages performed within the Kingdom recognized |
| Kết hợp dân sự                                                      | (Đề xuất)                                                       |
| Nhận con nuôi của các cặp đồng giới                                 | No                                                              |
| Con nuôi chung của các cặp đồng giới                                | No                                                              |
| Những người đồng giới được phép phục vụ trong quân đội              | Yes                                                             |
| Quyền thay đổi giới tính hợp pháp                                   | No                                                              |
| Truy cập IVF cho đồng tính nữ                                       | No                                                              |
| Mang thai hộ thương mại cho các cặp đồng tính nam                   | No                                                              |
| NQHN được phép hiến máu                                             | No                                                              |